# Goła Zośka
Goła Zośka – półwysep i wzniesienie nad jeziorem Rospuda Augustowska.
Półwysep położony jest w połowie północno-wschodniego brzegu jeziora. Znajduje się na terenie gminy Nowinka tuż przy granicy administracyjnej miasta Augustów ok. 300 m na zachód od drogi łączącej Augustów z Suwałkami.
Półwysep jest wysoki, piaszczysty, porośnięty rzadkim lasem. Otacza go gęstszy las sosnowy Puszczy Augustowskiej. Z półwyspu widoczne są tonie jeziora Rospuda – po lewej: Przerośla, Posada, po prawej: Bagienko, Binduga, Leszczowa, Goła Zośka, naprzeciw: Porzeczniak.
Pochodzenie nazwy Goła Zośka nie jest jasne. Według jednej z legend nazwa pochodzi od dziewczyny, która utopiła się w jeziorze, chcąc popchnąć swój sobótkowy wianek, który osiadł na mieliźnie. Inna legenda głosi, że w 1812 córka gajowego z Klonownicy zakochała się w rosyjskim oficerze i zdradziła Francuzów, dla których wcześniej pracowała. Francuzi, po ujęciu dziewczyny, powiesili ją na półwyspie, zaś wiatr rozerwał jej ubranie. Zdaniem Knuta Olofa Falka Gołą Zośką nazywali rybacy jałową toń, nieobfitującą w ryby, co mogło być nawiązaniem do majowego święta Zofii przypadającego na przednówek.
Przynajmniej od dwudziestolecia międzywojennego półwysep był miejscem biwaków turystycznych. Współcześnie znajduje się tam pole biwakowe oraz domki letniskowe. W 2014 zapowiedziano umieszczenie na półwyspie posągu dziewczyny, nawiązującego do opowieści z czasów napoleońskich. Posąg umieszczony na wodzie, przedstawiający nagą kobietę, został odsłonięty 27 czerwca 2015.